# Сельское поселение «Верхнеключевское»
Се́льское поселе́ние «Верхнеключевское» — муниципальное образование в Нерчинском районе Забайкальского края Российской Федерации.
Административный центр — село Верхние Ключи.

## История
Статус и границы сельского поселения установлены Законом Читинской области от 19 мая 2004 года «Об установлении границ, наименований вновь образованных муниципальных образований и наделении их статусом сельского, городского поселения в Читинской области».

## Население
| 2010 | 2011 | 2012 | 2013 | 2014 | 2015 | 2016 |
| ---- | ---- | ---- | ---- | ---- | ---- | ---- |
| 602  | ↘600 | ↘579 | ↘561 | ↘544 | ↘539 | ↘516 |
| 2017 | 2018 | 2019 | 2020 | 2021 |      |      |
| ↘497 | ↘490 | ↘481 | ↘468 | ↗488 |      |      |

## Состав сельского поселения
| № | Населённый пункт | Тип населённого пункта       | Население |
| - | ---------------- | ---------------------------- | --------- |
| 1 | Алеур            | село                         | ↘142      |
| 2 | Борщовка         | село                         | ↘0        |
| 3 | Верхние Ключи    | село, административный центр | ↘324      |